# Onesia americana
Onesia americana är en tvåvingeart som först beskrevs av Ignaz Rudolph Schiner 1868.  Onesia americana ingår i släktet Onesia och familjen spyflugor. Inga underarter finns listade i Catalogue of Life.